# Szőnyeg pasziánsz

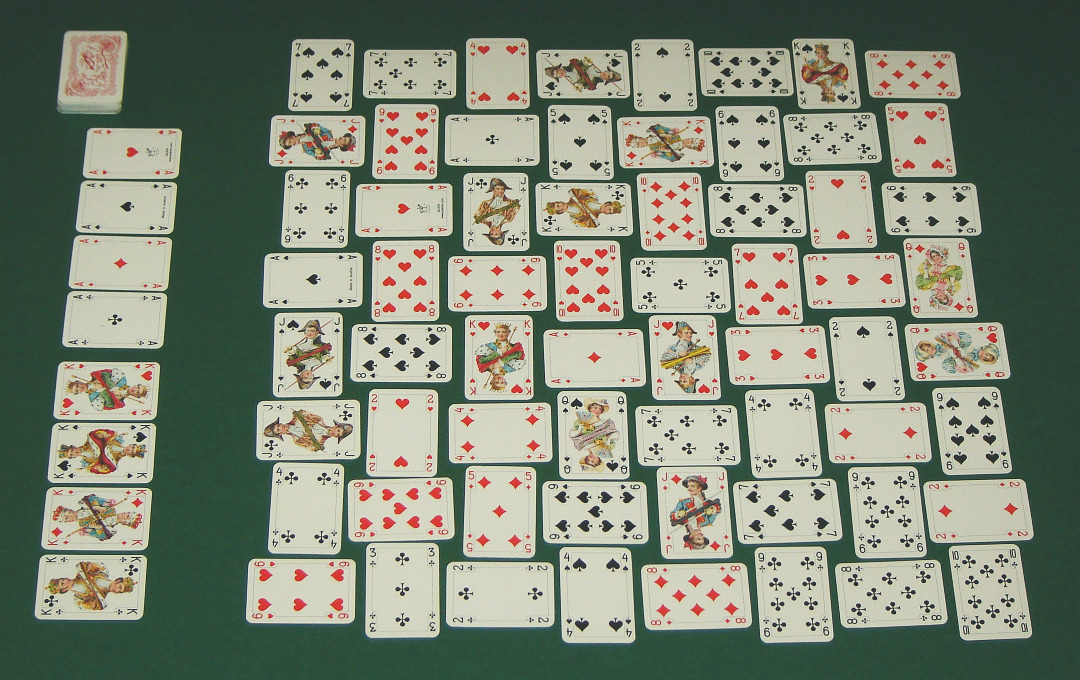
a Szőnyeg pasziánsz kezdőhelyzete

A Szőnyeg a pasziánszok családjába tartozó egyszemélyes kártyajáték.

## Kezdőhelyzet
Először is két csomag 52 lapos francia kártyából kikeresünk és külön leteszünk mind a négy színben egy királyt és egy ászt, ezek alkotják a halmok alapját. A többi lapot alaposan összekeverjük, és a csomagból soronként az asztalra rakjuk le a képen látható mintát. A tabló végül 8-szor 8, felváltva álló és keresztbe elfordított helyzetben levő lapból áll össze, ez a szőnyeg. A megmaradt 32 lap csomagja a talon, amelyet képpel lefelé az asztalra teszünk.

## Játék
A cél az összes lap felhalmozása a letett 4-4 lapra úgy, hogy a királyokra csökkenő sorrendben ászokig, az ászokra növekvő sorrendben királyokig tartó, szín szerint az alappal egyező csomagok jöjjenek létre.
A talont háromszor lehet átlapozni, felfordítva, változatlan sorrendben letéve a lapokat, újrakeverés nélkül. A felfordított csomag legfelső lapja bármikor áttehető a megfelelő halomra, ha a szabály szerinti sorrendnek és a színnek megfelel. A megfelelő lap áthelyezése nem kötelező.
A szőnyeg felfejtése szintén a játékmenet része. Felvenni csak azt a lapot lehet, amelyiknek (legalább az egyik) rövid széle nem érint másik lapot. A lapok felvételével más, beljebb lévő lapok válnak szabaddá. A szőnyegből felvett lap áttehető a halmokra, a színt és sorrendet betartva, de áttehető a felütött talon tetejére is, ha az ott levő lappal azonos színű, és az értéke le- vagy felfelé sorrendben a következő. Ezzel olyan, rövid sorozatok hozhatók létre, amelyek a következő, megkeverés nélküli átlapozáskor egyesével áthelyezhetők lehetnek a halmokra.
Ha egy lap egyaránt illik a felfelé és a lefelé rendezendő halomra, választhatunk, hogy melyiket folytassuk vele. A szőnyegbe lapot betenni vagy visszatenni nem lehet. A kezdőhelyzetet mutató képen látható leosztásban az indulásként felvehető lapok: pikk 2, kőr dáma, az így szabaddá váló káró dáma, káró 2. A szabaddá vált és megfelelő lapot nem kötelező azonnal felvenni, azonos lapok közül pedig választani lehet.
Az átlapozás alatt levő talonban a felütött lap alatti csomag lapjait utólag nem szabad visszanézni.
Ebben a játékban az értéksorrendben az ász csak a kettes alá illik, a király fölé nem.
Ha a három átlapozás után nincs több áttehető lap, akkor a pasziánsz nem sikerült.

## Taktika

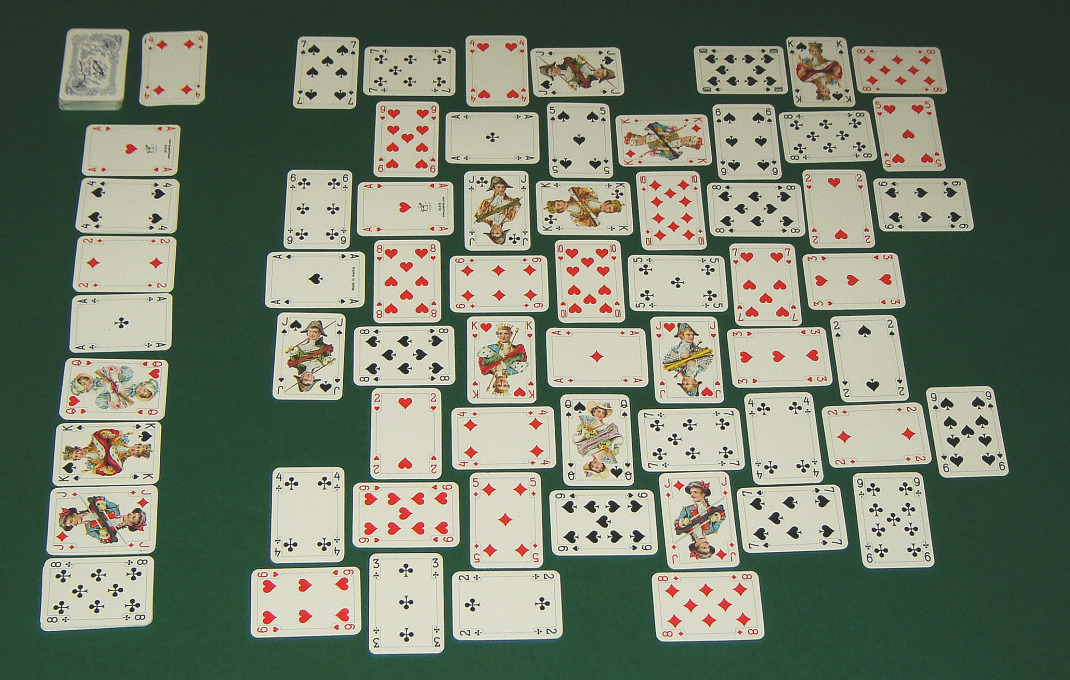
Az előző képen látott leosztás megkezdett állapotban

A képen látható, megkezdett leosztásban lehetséges, de nem kötelező lépések a következők: a szőnyegből treff 2, utána a felszabaduló treff 3 és treff 4, a felütött talonra ezután feltehető a káró 5.
A játék során érdemes szemmel tartani a szőnyegben megbújó sorozatokat, hogy a felszedésük lehetővé válásakor időben dönthessünk róla. Könnyen lehet, hogy egy lapsorozatot hasznosabb a felütött talonra rakni, mintha megvárnánk a halmokra átrakás lehetőségét. 4-5 lapos sorozatok is összeállhatnak így, a talon következő átlapozására tartalékolva. A begyűjtött sorozatokat célszerű észben tartani azért, hogy ha újabb szakasz odagyűjtésére nyílik alkalom, akkor eldönthessük, éljünk-e vele. A talonban levő lapokat alapesetben ugyanis visszafelé tudjuk a felütés után felszedegetni.
A játék tulajdonképpen egyetlen buktatója, ha a talonban inverzió jön létre. Ez egy olyan helyzet, amikor egy rövid sorozatnak mi az egyik végét látjuk, de a másik végétől indulva kellene felszednünk. Például tegyük fel, hogy egy adott színben a következő értékek kerülnek a talonba:
```
9 8 7 x x x 10
```

Ebben az esetben, ha ezt egy J-ra lefelé akarjuk felhasználni, akkor kénytelenek vagyunk ellapozni a 10-esig, de ekkor már hiába tudjuk esetleg leemelni az itt nem részletezett egyéb lapokat, a másik sorozatból a 7-est érjük el először, nem a szükséges 9-est. A háromszori átlapozás esélyt ad az ilyen sorozatok több menetes feldolgozására, de az esély nem mindig elég, és el is pazarolható. Vegyünk például egy olyan helyzetet, amikor 3-asra tervezünk egy, a talonban levő részsorozatot felvenni:
```
8 7 6 x x 4 5
```

Ha a lapozáskor a 4-est elmulasztjuk a halomra áttenni, és helyette lapozunk, akkor az 5-ös már nem vehető le, mert ehhez hiányzik a 4-es, amely viszont már elérhetetlenné vált az 5-ös alatt.

48 lapos variáció, a félig felfejtett szőnyeg szabad lapjait a program kijelölte. Lapozásnak kell következnie.

A játszmák gyakorlott játékos részére rendszerint úgy szakadnak félbe, hogy a befejezéshez a talonban elég lenne egy vagy két lapot áthelyezni, megszüntetve egy inverziót.

## Változatok
A játékkal Crazy quilt néven is találkozhatunk.
Olyan variáció is ismert, amelyben a szőnyeg csak 8×6 lapból áll. Mivel így a szőnyegben levő egyes lapokhoz gyorsabban juthatunk el, ugyanakkor a 48 laposra nőtt talonban tovább tart egy-egy lap felbukkanása, nem lehet egyértelműen kijelenteni, hogy ez a variáns könnyebb vagy nehezebb a 8×8 lapos szőnyegnél.